# Quironòmids
Els quironòmids (Chironomidae) són una família de dípters nematòcers de l'infraordre dels culicomorfs. Segons les darreres estimacions conté 541 gèneres i 7290 espècies. Acostumen a tenir un cicle molt curt de vida i ser molt prolífics i presentar grans densitats, per això han servit per fer estudis de dinàmica de poblacions i, utilitzant les restes antigues d'aquests insectes, dels canvis que s'han anat succeint al llarg del temps en un ambient determinat.
Es tracta d'una família que viu en ambients aqüàtics, tant els terrestres com els marins i que està amplament distribuïda i sovint n'és el grup més freqüent d'insectes.
Els chironomidae es troben en un amplíssim rang de condicions ambientals i en els ambients contaminats sovint són els únics insectes que s'hi troben. En un ambient límit com el desert polar viuen també aquests dípters així com a 5600 m en l'Himàlaia o a 1000 m de profunditat en el llac Baikal. Alguns d'ells són actius a temperatures de - 16 °C
Juguen un gran paper en el reciclatge dels detritus, els cicles tròfics i les interaccions en els cursos d'aigua.

## Subfamílies i gèneres
La família es subdivideix en onze subfamílies: Aphroteniinae, Buchonomyiinae, Chilenomyinae, Chironominae, Diamesinae, Orthocladiinae, Podonominae, Prodiamesinae, Tanypodinae, Telmatogetoninae, Usambaromyiinae.
| - Abiskomyia Edwards, 1937 - Ablabesmyia Johannsen, 1905 - Acamptocladius Brundin, 1956 - Acricotopus Kieffer, 1921 - Alotanypus Roback, 1971 - Anatopynia Johannsen, 1905 - Antillocladius Sæther, 1981 - Apedilum Townes, 1945 - Apometriocnemus Sæther, 1984 - Apsectrotanypus Fittkau, 1962 - Arctodiamesa Makarchenko, 1983 - Arctopelopia Fittkau, 1962 - Asheum - Australopelopia - Axarus Roback 1980 - Baeoctenus - Baeotendipes Kieffer, 1913 - Beardius - Beckidia Sæther 1979 - Belgica - Bethbilbeckia - Boreochlus - Boreosmittia - Brillia Kieffer, 1913 - Brundiniella - Bryophaenocladius Thienemann, 1934 - Buchonomyia Fittkau, 1955 - Camptocladius van der Wulp, 1874 - Carbochironomus Reiss & Kirschbaum 1990 - Cardiocladius Kieffer, 1912 - Chaetocladius Kieffer, 1911 - Chasmatonotus - Chernovskiia Sæther 1977 - Chironomus Meigen, 1803 - Cladopelma Kieffer, 1921 - Cladotanytarsus Kieffer, 1921 - Clinotanypus Kieffer, 1913 - Clunio Haliday, 1855 - Coelotanypus - Compteromesa Sæther 1981 - Compterosmittia - Conchapelopia Fittkau, 1957 - Constempellina Brundin, 1947 - Corynocera Zetterstedt, 1838 - Corynoneura Winnertz, 1846 - Corynoneurella Brundin, 1949 - Cricotopus van der Wulp, 1874 - Cryptochironomus Kieffer, 1918 - Cryptotendipes Lenz, 1941 - Cyphomella Sæther 1977 - Demeijerea Kruseman, 1933 - Demicryptochironomus Lenz, 1941 - Denopelopia - Derotanypus - Diamesa Meigen in Gistl, 1835 - Dicrotendipes Kieffer, 1913 - Diplocladius Kieffer, 1908 - Diplosmittia - Djalmabatista - Doithrix - Doncricotopus - Echinocladius - Einfeldia Kieffer, 1924 - Endochironomus Kieffer, 1918 - Endotribelos - Epoicocladius Sulc & ZavÍel, 1924 - Eretmoptera - Eukiefferiella Thienemann, 1926 - Eurycnemus van der Wulp, 1874 - Euryhapsis Oliver, 1981 - Fittkauimyia - Georthocladius Strenzke, 1941 - Gillotia Kieffer, 1921 - Glyptotendipes Kieffer, 1913 - Goeldichironomus - Graceus Goetghebuer, 1928 - Gravatamberus - Guttipelopia Fittkau, 1962 - Gymnometriocnemus Goetghebeur, 1932 | - Gynocladius Mendes, Sæther & Andrade-Morraye, 2005 - Halocladius Hirvenoja, 1973 - Harnischia Kieffer, 1921 - Hayesomyia Murray & Fittkau, 1985 - Heleniella Gouin, 1943 - Helopelopia - Heterotanytarsus Spärck, 1923 - Heterotrissocladius Spärck, 1923 - Hudsonimyia - Hydrobaenus - Hyporhygma - Ichthyocladius Fittkau, 1974 - Irisobrillia - Kiefferulus Goetghebuer, 1922 - Kloosia Kruseman 1933 - Krenopelopia Fittkau, 1962 - Krenosmittia Thienemann & Krüger, 1939 - Labrundinia Fittkau, 1962 - Lappodiamesa - Larsia Fittkau, 1962 - Lasiodiamesa Kieffer, 1924 - Lauterborniella Thienemann & Bause, 1913 - Limnophyes Eaton, 1875 - Lipiniella Shilova 1961 - Lipurometriocnemus - Litocladius - Lopescladius - Lyrocladius - Macropelopia Thienemann, 1916 - Mesocricotopus - Mesosmittia Brundin, 1956 - Metriocnemus van der Wulp, 1874 - Microchironomus Kieffer, 1918 - Micropsectra Kieffer, 1909 - Microtendipes Kieffer, 1915 - Monodiamesa Kieffer, 1922 - Monopelopia Fittkau, 1962 - Nanocladius Kieffer, 1913 - Natarsia Fittkau, 1962 - Neozavrelia Goetghebuer, 1941 - Nilotanypus Kieffer, 1923 - Nilothauma Kieffer, 1921 - Nimbocera - Odontomesa Pagast, 1947 - Oliveridia Sæther, 1980 - Omisus Townes, 1945 - Onconeura - Oreadomyia - Orthocladius van der Wulp, 1874 - Pagastia - Pagastiella Brundin, 1949 - Paraboreochlus Thienemann, 1939 - Parachaetocladius - Parachironomus Lenz, 1921 - Paracladius Hirvenoja, 1973 - Paracladopelma Harnisch, 1923 - Paracricotopus Thienemann & Harnisch, 1932 - Parakiefferiella Thienemann, 1936 - Paralauterborniella Lenz, 1941 - Paralimnophyes Brundin, 1956 - Paramerina Fittkau, 1962 - Parametriocnemus Goetghebuer, 1932 - Parapentaneura - Paraphaenocladius Thienemann, 1924 - Parapsectra Reiss, 1969 - Parasmittia - Paratanytarsus Thienemann & Bause, 1913 - Paratendipes Kieffer, 1911 - Paratrichocladius Thienemann, 1942 - Paratrissocladius ZavÍel, 1937 - Parochlus Enderlein, 1912 - Parorthocladius Thienemann, 1935 - Pentaneura - Phaenopsectra Kieffer, 1921 | - Parapsectra Reiss, 1969 - Paratanytarsus Thienemann & Bause, 1913 - Pirara - Platysmittia - Plhudsonia - Polypedilum Kieffer, 1912 - Potthastia Kieffer, 1922 - Procladius Skuse, 1889 - Prodiamesa Kieffer, 1906 - Protanypus Kieffer, 1906 - Psectrocladius Kieffer, 1906 - Psectrotanypus Kieffer, 1909 - Pseudokiefferiella Zavrel, 1941 - Pseudochironomus Malloch, 1915 - Pseudodiamesa Goetghebuer, 1939 - Pseudorthocladius Goetghebuer, 1932 - Pseudosmittia Goetghebuer, 1932 - Psilometriocnemus - Rheocricotopus Brundin, 1956 - Rheomyia - Rheopelopia Fittkau, 1962 - Rheosmittia Brundin, 1956 - Rheotanytarsus Thienemann & Bause, 1913 - Robackia - Saetheria Jackson, 1977 - Saetheriella - Schineriella Murray & Fittkau, 1988 - Semiocladius - Sergentia Kieffer, 1922 - Smittia Holmgren, 1869 - Stackelbergina - Stelechomyia - Stempellina Thienemann & Bause, 1913 - Stempellinella Brundin, 1947 - Stenochironomus Kieffer, 1919 - Stictochironomus Kieffer, 1919 - Stilocladius - Sublettea - Sublettiella - Symbiocladius - Sympotthastia Pagast, 1947 - Syndiamesa Kieffer, 1918 - Synendotendipes Grodhaus, 1987 - Synorthocladius Thienemann, 1935 - Tanypus Meigen, 1803 - Tanytarsus van der Wulp, 1874 - Tavastia - Telmatogeton Schiner, 1866 - Telmatopelopia Fittkau, 1962 - Telopelopia - Tethymyia - Thalassomya Schiner, 1856 - Thalassosmittia Strenzke & Remmert, 1957 - Thienemannia Kieffer, 1909 - Thienemanniella Kieffer, 1911 - Thienemannimyia Fittkau, 1957 - Tokunagaia Sæther, 1973 - Tribelos Townes, 1945 - Trichochilus - Trissocladius Kieffer, 1908 - Trissopelopia Kieffer, 1923 - Tvetenia Kieffer, 1922 - Unniella Sæther, 1982 - Virgatanytarsus Pinder, 1982 - Vivacricotopus - Xenochironomus Kieffer, 1921 - Xenopelopia Fittkau, 1962 - Xestochironomus - Xylotopus - Zalutschia Lipina, 1939 - Zavrelia Kieffer, 1913 - Zavreliella Kieffer, 1920 - Zavrelimyia Fittkau, 1962 |